# Orthotrichum immersum
Orthotrichum immersum là một loài rêu trong họ Orthotrichaceae. Loài này được Brid. mô tả khoa học đầu tiên năm 1827.